# Marianne Bockelkamp
Marianne Bockelkamp (* 18. April 1925 in Essen; † 19. Dezember 2011 in Paris) war eine deutsche Germanistin, Editionswissenschaftlerin, Papierhistorikerin und Wasserzeichenforscherin, die fast 50 Jahre ihres Lebens in Paris verbrachte.

## Leben
Nach dem Abitur am Viktoria-Gymnasium in Essen studierte Bockelkamp während der letzten Kriegsjahre in Kiel Germanistik. 1946 setzte sie das Studium in Frankfurt am Main fort. Ein Stipendium ermöglichte 1948 ein Auslandsstudium an der Universität Pisa. Eine schwere Erkrankung erzwang eine mehrjährige Pause, dann konnte sie das Studium an der Albert-Ludwigs-Universität Freiburg fortsetzen und mit einer Promotion über Goethes Cellini-Übersetzung abschließen.
Nach einer Tätigkeit beim Stifterverband für die Deutsche Wissenschaft in Essen wechselte Bockelkamp nach Bordeaux und dann an die École normale supérieure (Paris). Schließlich kam es zu einer engen Zusammenarbeit mit dem französischen Heinrich-Heine-Spezialisten Louis Hay, dem Gründer und Direktor des I. T. E. M. (l'Institut des textes et manuscrits modernes), das aus dem CAM (Centre d’Analyse des Manuscrits) hervorgegangen war und als Einrichtung des Centre national de la recherche scientifique (CNRS) in den Räumen der École normale supérieure tätig ist.
Im Zentrum der Tätigkeit standen vor allem Handschriften von Heinrich Heine, die 1966 von der Bibliothèque nationale de France aus dem Nachlass des Verlegers Salman Schocken erworben werden konnten. Die bei der wissenschaftlichen Edition gewonnenen Einsichten führten dazu, dass Bockelkamp in Anlehnung an die von Martin Boghardt (1936–1998) entwickelte Analytische Druckforschung die Grundlegung einer Analytischen Handschriftenforschung (Codicologie des manuscrits modernes) in Angriff nahm. Die philologische Auswertung der Textüberlieferung soll dabei durch die Analyse des materiellen Handschriftenbefunds unterstützt werden. In einer ersten Beschreibungsebene gilt die Aufmerksamkeit dem Schriftträger Papier, wobei Format, Papierfarbe, Papierstärke, Siebmerkmale und Wasserzeichen, aber auch Blindstempel eine Rolle spielen. Bleistifte, Tinten und Federn werden als charakteristische Schreibstoffe erfasst. Zum Dritten werden Schreiber, Schrift und Schreibstil untersucht.
Bei den Handschriften von Heinrich Heine hatte es Bockelkamp mit den Papieren einer Übergangszeit zu tun. Zu einem erheblichen Teil handelt es sich noch um handgeschöpfte Papiere, zum anderen treten aber auch schon zu Zeiten der Frühindustrialisierung maschinell gefertigte Erzeugnisse auf. Die grundsätzlichen Überlegungen und methodischen Ansätze sind deshalb rasch auch von anderen Handschriftenexperten aufgegriffen worden.
Marianne Bockelkamp wurde auf dem Kölner Friedhof Junkersdorf beigesetzt.

## Veröffentlichungen
- Analytische Forschungen zu Handschriften des 19. Jahrhunderts. Am Beispiel der Heine-Handschriften der Bibliothèque Nationale, Paris. Hauswedell, Hamburg 1982. ISBN 3-7762-0216-5
- L’analyse bétaradiographique du papier appliquée à l’étude des manuscrits de Diderot. In: Studies on Voltaire and the Eighteenth Century 254 (1988), S. 139–173.
- Wasserzeichen in neueren Handschriften. Ihre Erfassung und Auswertung. In: Editio 4 (1990), S. 21–43.
- Was lehren uns die Wasserzeichen der Pariser Winckelmann-Handschriften? In: Philobiblon 40 (1996), Nr. 1, S. 40–56.